# Phalangodidae
Phalangodidae - rodzina pajęczaków z rzędu kosarzy i podrzędu Laniatores zawierająca ponad 100 opisanych gatunków zgrupowanych w około 20 rodzajach. 

## Opis
Przedstawiciele tej rodziny to drobne kosarze osiągające od poniżej 1 do 3 mm długości ciała. Długość nóg jest zróżnicowana i wynosi od dwukrotności do ośmiokrotności długości ciała. Barwy są od żółtawej po pomoarańczowobrązową, a gatunki jaskiniowe pozbawione są pigmentacji.

## Występowanie
Ponad dwie trzecie gatunków występuje w zachodniej Nearktyce, w tym około 50 gatunków to endemity Kalifornii. Około 10 gatunków zamieszkuje wschodnią Nearktykę. Ponadto znane są po jednym gatunku z Wysp Kanaryjskich i Japonii oraz około 20 gatunków z rejonu Morza Śródziemnego.

## Pokrewieństwo
Rodzina wydaje się być w większości monofiletyczna. Wyjątek stanowią niektóre rodzaje, np.: Guerrobunus i Glennhuntia. Powiązania filogenetyczne wewnątrz Grassatores są niejasne.

## Systematyka
Rodzina zawiera ponad 100 opisanych gatunków w 22 rodzajach, z czego w Europie występują przedstawiciele 6 rodzajów (oznaczone pogrubieniem):
- Ausobskya Martens, 1972
- Banksula Roewer, 1949
- Bishopella Roewer, 1927
- Calicina Ubick et Briggs, 1989
- Crosbyella Roewer, 1927
- Glennhuntia Shear, 2001
- Guerrobunus Goodnight et Goodnight, 1945
- Haasus Roewer, 1949
- Lola Kratochvíl, 1937
- Maiorerus Rambla, 1993
- Microcina Briggs et Ubick, 1989
- Paralola Kratochvíl, Balat & Pelikan, 1958
- Phalangodes Tellkampf, 1844
- Phalangomma Roewer, 1949
- Proscotolemon Roewer, 1916
- Ptychosoma Sørensen, 1873
- Scotolemon Lucas, 1860
- Sitalcina Banks, 1911
- Texella Goodnight et Goodnight, 1942
- Tolus Goodnight et Goodnight, 1942
- Undulus Goodnight et Goodnight, 1942
- Wespus Goodnight et Goodnight, 1942